# Куландинський сільський округ (Каракіянський район)
Куланди́нський сільський округ (каз. Құланды ауылдық округі, рос. Куландинский сельский округ) — адміністративна одиниця у складі Каракіянського району Мангистауської області Казахстану. Адміністративний центр — село Куланди.
Населення — 1633 особи (2021; 1319 у 2009, 940 у 1999, 1307 у 1989).
Станом на 1989 рік існували Ботагозька сільська рада (село Ботагоз) та Куландинська сільська рада (села Куланди, Тулеп). 2001 року були ліквідовані село Ботагоз та Ботагозький сільський округ, територія була розділена між Жетибайською та Курицькою селищними адміністраціями, Бостанським та Куландинським сільськими округами (село Ботагоз). Село Толеп було ліквідовано 2018 року.

## Склад
До складу округу входять такі населені пункти:
| Населений пункт | Колишні назви | Населення, осіб (1989) | Населення, осіб (1999) | Населення, осіб (2009) | Населення, осіб (2021) |
| --------------- | ------------- | ---------------------- | ---------------------- | ---------------------- | ---------------------- |
| Куланди, село   | -             | 540                    | 642                    | 1286                   | 1623                   |
| --Ботагоз, село | -             | 575                    | 165                    | -                      | 10                     |
| Толеп, село     | Тулеп         | 192                    | 133                    | 33                     | -                      |